# Tylacra nigrinaso
Tylacra nigrinaso är en insektsart som beskrevs av Alexander Fyodorovich Emeljanov 2008. Tylacra nigrinaso ingår i släktet Tylacra och familjen Dictyopharidae. Inga underarter finns listade i Catalogue of Life.